# Ferme en Provence
Ferme en Provence est un tableau réalisé par le peintre néerlandais Vincent van Gogh en 1888 à Arles, dans les Bouches-du-Rhône. Cette huile sur toile est un paysage qui représente une ferme provençale aperçue depuis l'entrée dans son mur d'enceinte, avec à l'extérieur sur la gauche un homme de dos, tandis qu'à l'intérieur on remarque trois grandes meules de foin. Léguée en 1970, l'œuvre est conservée à la National Gallery of Art, à Washington, aux États-Unis.